# Kevin Hern
Kevin Ray Hern, né le 4 décembre 1961 à Belton (Missouri), est un homme politique américain. Membre du Parti républicain, il est élu pour l'Oklahoma à la Chambre des représentants des États-Unis depuis 2019.

## Biographie
Kevin Hern est né sur une base de l'US Air Force, dans le Missouri. Après l'armée et ses études, il occupe plusieurs emplois avant de faire fortune grâce à plusieurs franchises McDonald's. En 1987, Kevin Hern s'installe en Arkansas et travaille chez McDonald's. Quelques années plus tard, il devient directeur des opérations pour plusieurs franchises McDonald's dans la région de Little Rock. En janvier 1997, il achète son premier McDonald's, à North Little Rock. Il le revend en 1999 pour s'installer à Muskogee, en Oklahoma, où il achète deux franchises. Il développe son activité à 18 franchises dans la région de Tulsa, en Oklahoma. En 2018, lors de sa première campagne électorale, The Frontier lui donne le surnom de « McCongressman » en référence à ses franchises McDonald's. Ce surnom est repris par d'autres restaurants après son élection,. Il vend sa dernière franchise McDonald's en 2021. Il est par ailleurs président du comité des finances de l'autorité des autoroutes de l'Oklahoma (en anglais : Oklahoma Turnpike Authority).
En 2017, Jim Bridenstine est nommé à la direction de la NASA. Hern se présente alors à sa succession à la Chambre des représentants des États-Unis dans le 1er district de l'Oklahoma, une circonscription profondément républicaine autour de Tulsa. Il arrive en deuxième position du premier tour de la primaire républicaine, derrière le procureur de district Tim Harris. Il remporte le second avec environ 55 % des voix. En novembre 2018, il est élu représentant des États-Unis avec 59 % des suffrages face au démocrate Tim Gilpin. Il est réélu le 3 novembre 2020 avec 63,7 % des voix face au démocrate Kojo Asamoa-Caeser.